# Challenger de Valencia 2022
El torneo Copa Faulcombridge 2022 fue un torneo de tenis perteneció al ATP Challenger Tour 2022 en la categoría Challenger 90. Se trató de la 1ª edición, el torneo tuvo lugar en la ciudad de Valencia (España), desde el 21 hasta el 27 de noviembre de 2022 sobre pista de tierra batida al aire libre.

## Jugadores participantes del cuadro de individuales
| Favorito | País                  | Jugador                 | Rank1 | Posición en el torneo |
| -------- | --------------------- | ----------------------- | ----- | --------------------- |
| 1        | Bandera de España     | Bernabé Zapata Miralles | 74    | Baja                  |
| 2        | Bandera de España     | Roberto Carballés Baena | 77    | Segunda ronda, retiro |
| 3        | Bandera de Portugal   | Nuno Borges             | 92    | Segunda ronda         |
| 4        | Bandera de Serbia     | Dušan Lajović           | 100   | Primera ronda         |
| 5        | Bandera de Francia    | Geoffrey Blancaneaux    | 134   | Primera ronda         |
| 6        | Bandera de Kazajistán | Timofey Skatov          | 142   | Primera ronda         |
| 7        | Bandera de España     | Carlos Taberner         | 167   | Primera ronda         |
| 8        | Bandera de Italia     | Luciano Darderi         | 176   | Segunda ronda         |

- 1 Se ha tomado en cuenta el ranking del 14 de noviembre de 2022.

### Otros participantes
Los siguientes jugadores recibieron una invitación (wild card), por lo tanto ingresan directamente al cuadro principal (WC):
- Carlos López Montagud
- Daniel Mérida
- Nikolás Sánchez Izquierdo

Los siguientes jugadores ingresan al cuadro principal tras disputar el cuadro clasificatorio (Q):
- Javier Barranco Cosano
- Salvatore Caruso
- Iván Gájov
- Pablo Llamas Ruiz
- Álvaro López San Martín
- Gian Marco Moroni

## Campeones

### Individual Masculino
- Oleksii Krutykh derrotó en la final a  Luca Van Assche, 6–2, 6–0

### Dobles Masculino
- Oleksii Krutykh /  Oriol Roca Batalla derrotaron en la final a  Ivan Sabanov /  Matej Sabanov, 6–3, 7–6(3)